# Jan van Meeuwen
Jan van Meeuwen (Leerdam, 23 maart 1902 - 23 september 1966) was een Nederlands burgemeester van de ARP.
Hij werd geboren als zoon van Jan van Meeuwen (ca. 1862 - 1904) en Maaike Maria de Koster (ca. 1866 - 1914). Hij was volontair bij onder andere de gemeente Noordeloos en werd daarna ambtenaar bij de gemeente Molenaarsgraaf. Rond 1926 volgde hij G.R. Vonk op als secretaris van de gemeente Bleskensgraaf en Hofwegen nadat deze burgemeester van de gemeenten Asperen en Heukelum was geworden. Daarnaast was Van Meeuwen onder andere penningmeester van de A.R. Kiesvereniging en mede-oprichter van de plaatselijke Anti-Revolutionaire Jongeren Actie (ARJA). Begin 1939 volgde hij Vonk opnieuw op, maar nu als burgemeester van die Zuid-Hollandse gemeenten. Daarnaast was Van Meeuwen dijkgraaf van de polder Heukelum en heemraad van het Waterschap van de Linge. In 1966 overleed van Meeuwen op 64-jarige leeftijd.